# 陸前高田テレビ・FM中継局
陸前高田テレビ・FM中継局（りくぜんたかたテレビ・エフエムちゅうけいきょく）は、岩手県陸前高田市に置かれているテレビとFMラジオ中継局である。

## 概要
- 当中継局は、岩手県沿岸南部にあり、該当地域へ電波を発射している。
- なお、当中継局がある陸前高田市は宮城県に接しているが、県境に接している宮城県気仙沼市唐桑町北部では1974年10月16日に在仙局の中継局が開局[注 1]するまでは、当中継局を中心に受信していた[注 2]。

## 中継局概要

### デジタルテレビ放送
| リモコン キーID | 放送局名               | チャンネル 番号 | 空中線 電力 | ERP | 放送対象地域 | 放送区域 内世帯数 | 運用開始日     |
| --------------- | ---------------------- | --------------- | ----------- | --- | ------------ | ----------------- | -------------- |
| 1               | NHK 盛岡総合           | 24              | 3W          | 29W | 岩手県       | 約6900世帯        | 2009年 10月1日 |
| 2               | NHK 盛岡教育           | 21              | 3W          | 29W | 全国         | 約6900世帯        | 2009年 10月1日 |
| 4               | TVI テレビ岩手         | 17              | 3W          | 29W | 岩手県       | 約6900世帯        | 2009年 10月1日 |
| 5               | IAT 岩手朝日テレビ     | 19              | 3W          | 29W | 岩手県       | 約6900世帯        | 2009年 10月1日 |
| 6               | IBC 岩手放送           | 47              | 3W          | 27W | 岩手県       | 約6900世帯        | 2009年 10月1日 |
| 8               | mit 岩手めんこいテレビ | 45              | 3W          | 27W | 岩手県       | 約6900世帯        | 2009年 10月1日 |

- 中継局置局住所は、陸前高田市広田町字太陽の仁田山。
- 2009年6月24日に予備免許交付、8月上旬から9月30日まで試験放送実施、9月28日に本免許交付、10月1日から本放送開始[1]。

### アナログテレビ放送
| チャンネル 番号 | 放送局名               | 空中線 電力       | ERP                | 放送対象地域 | 放送区域 内世帯数 | 偏波面   | 運用開始日     |
| --------------- | ---------------------- | ----------------- | ------------------ | ------------ | ----------------- | -------- | -------------- |
| 1               | IBC 岩手放送           | 映像8W /音声2W    | 映像50W /音声12.5W | 岩手県       | 6774世帯          | 垂直偏波 | 1966年 10月7日 |
| 3               | NHK 盛岡総合           | 映像10W /音声2.5W | 映像51W /音声13W   | 岩手県       | 6842世帯          | 垂直偏波 | 1963年 12月8日 |
| 5               | NHK 盛岡教育           | 映像10W /音声2.5W | 映像49W /音声12W   | 全国         | 6842世帯          | 垂直偏波 | 1963年 12月8日 |
| 29              | IAT 岩手朝日テレビ     | 映像30W /音声7.5W | 映像410W /音声105W | 岩手県       | 6145世帯          | 水平偏波 | 1996年 10月1日 |
| 31              | mit 岩手めんこいテレビ | 映像30W /音声7.5W | 映像410W /音声105W | 岩手県       | 6227世帯          | 水平偏波 | 1991年 4月1日  |
| 33              | TVI テレビ岩手         | 映像30W /音声7.5W | 映像440W /音声110W | 岩手県       | 6227世帯          | 水平偏波 | 1970年 9月24日 |

- アナログテレビ放送は、当初全国一斉の2011年7月24日で廃局となる予定だったが、東日本大震災発生の影響から、廃局が2012年3月31日まで延期された。

### FMラジオ放送
| 周波数（MHz） | 放送局名         | 空中線 電力 | ERP | 放送対象地域 | 放送区域 内世帯数 | 偏波面   | 運用開始日                     |
| ------------- | ---------------- | ----------- | --- | ------------ | ----------------- | -------- | ------------------------------ |
| 83.5          | NHK 盛岡FM放送   | 10W         | 32W | 岩手県       | 6842世帯          | 垂直偏波 | 1969年3月1日 （1967年12月8日） |
| 85.9          | fmi エフエム岩手 | 10W         | 33W | 岩手県       | 6842世帯          | 垂直偏波 | 1985年 9月13日                 |

- 括弧内は実用化試験局としての運用開始日。